# 炎の転校生
『炎の転校生』（ほのおのてんこうせい）は、島本和彦による日本の漫画。『週刊少年サンデー』（小学館）において、1983年から1985年まで連載された。全118話。俗に「炎転」（ほのてん）と略される。作者である島本の2作目のオリジナル連載作品であり、代表作の1つ。
1991年にはOVA化されている（正確にはオリジナルレーザーアニメーションであり、「ビデオ」ではない。後述のOVA版を参照のこと）。
続編として『炎の転校生 REBORN』がNETFLIX制作、ジャニーズWEST全員が主演でオリジナルドラマ化され、2017年11月10日より配信開始された。

## 概要
アクションとコメディの要素を含む少年漫画であり、主人公・滝沢昇が転校する先々で巻き込まれる事件に持ち前の正義感とずば抜けた運動神経、そして口のうまさで立ち向かい解決していく姿を描く。激しいアクション描写と破天荒な展開、多用される特撮ヒーローアクションドラマのパロディが特徴である。「ほとんどヒーロー」に次ぐ、島本の2作目のオリジナル連載作品でもある。
島本のデビュー作短編『必殺の転校生』（1981年）が原型で、番外編に短編『炎の転校生・怪獣戦闘!』（1986年）、『炎の転校生・同窓会を叩け!』（1999年）がある。また、作者自身が同人誌でパロディ版や番外編を数作発表している。
主人公の滝沢昇は島本の初期作品に多く見られた「運動技能に優れる熱血漢だが、反面虫が良く口先に長ける」タイプの高校生。滝沢が諸事情によって次々と転校する先で非常識な事件に出会い、それを力と技と口先で解決していくのが本作の主な流れである。この構成には『ハリスの旋風』などに代表される、いわゆる「転校生もの」作品の影響が見て取れ、島本自身意図的にこれらの拡大再生産・パロディを行っている節もある。また別の視点では、毎話悪の組織による事件をヒーローが解決し去っていくという特撮ヒーローもののパロディにもなっており、ストーリー構成以外にも滝沢らが使う必殺技や「決めゴマ」を効果的に使用した演出技法、けれん味あるセリフ回しなど、作中の特撮パロディは極めて多い。これは特撮ヒーロー作品を敬愛する島本の趣味によるところが大きく、本作は当時のメジャー作品としては珍しいほど島本の趣味性が強く表れた作品となっている。
ギャグタッチのストーリーの一方、格闘やスポーツなどの激しいアクション描写も魅力の1つで、劇画的な太く荒いタッチの描線と大胆にデフォルメされた構図やポージングで、迫力と躍動感ある描写に成功している。高校生のバレーボール試合で土煙が舞い気絶に至る重傷を負うといった大げさな表現、またそれが大真面目にてらいなく描写される世界観に独特の趣があり、これは島本の以降の多くの作品でも共通する特徴となっている。
些細なギャグが後になって重要な意味を持つ伏線として機能するなど、その場その場のテンションを重視する島本の作風には珍しい緻密なストーリー構成も特徴的。また、後年の作者が作風の変化から描かなくなったラブコメ的展開も多く描かれ、キスシーンや女性キャラクターのセミヌードなど、島本の漫画としてはきわめて珍しい描写も見られる。
島本の作品ではしばしばその出身地でもある北海道が舞台にされるが、本作は特にその傾向が強く北海道の名産品や風俗、実在する風景や地名、またそのもじりがたびたび登場する。北海道が舞台であることを非常に強く示唆する表現も見られたが、第2部後半で本州が主要な舞台であったことが明らかにされている。

## ストーリー

### 第1部
主人公の滝沢昇は「やつのいくとこ 嵐とびかい いなずま走る」と噂され、次々と問題を起こしては転校を繰り返す謎の転校生である。しかしその実体は、学校側の圧力や虐待、陰謀など問題のある学校に出没してはその企みを打ち砕く熱き正義の男なのだ。滝沢の父、滝沢昇一は「秘密教育委員会」の使命のもと、息子・昇のあり余る青春のパワーをたくみに利用し、数々の悪を息子が気が付かない間に葬ってきたのだ。
いくつもの高校を転校し続ける滝沢親子の前に、ついに最大の脅威「歩く学園」大陸学園が立ちふさがる。全てを破壊しつつ移動する大陸学園と、滝沢らの在籍する弱肉学園は全面対決に突入した。苦戦する弱肉学園だが、かつての敵やライバル達との共闘の末、大陸学園はついに沈黙。巨大な戦いは幕を閉じた。
しかしこの戦いで父、昇一が重傷を負い秘密教育委員会のメンバーに空席ができてしまう。事態を重く見た委員会は、急遽息子の滝沢昇を代理委員に抜擢。コードネーム「炎の転校生」滝沢の新たな戦いが始まる。

### 第2部
悪の陰謀を打ち砕く滝沢を快く思わない「裏の教育委員」たち。裏の刺客を次々撃破した滝沢の前に新たに立ちはだかるのは、滝沢に瓜二つの謎の男「ブラック滝沢」だった。巧みな作戦で人望をすべて失い絶望の淵に立つ滝沢だったが、謎の「かっ色の師」の教えを受けて復活。ブラック滝沢と転校を賭けた五番勝負に挑む。一方その頃、秘密教育委員会のメンバーは裏の教育委員、伊吹園次郎の「必殺・暗黒流れ星」の前に次々と打ち倒されていた。
ブラック滝沢との勝負に勝ったが試合に負けた滝沢は、公約通り弱肉高校を辞して園次郎を追う。北海道のなうまん高校で「炎の転校生2号」中村ひろしと合流。彼の犠牲と「X仮面」を自称する謎の男の助けを得て、滝沢はついに仇敵・伊吹園次郎を倒すのだった。
滝沢は裏の教育委員会の最後の砦、私立高校ジャッカルに転校する。ジャッカルが真の敵かいまだ判断のつかないうちに巻き起こるジャッカルと古巣・弱肉学園との全面抗争。弱肉学園は敗れ、そして滝沢もまた倒れたが、熱い逆上の力に突き動かされ再びジャッカルの中枢に殴り込みをかける。そこにいたのは「かっ色の師」、裏の教育委員会長伊吹一番だった。男と男の戦いは、不断の努力と思い込みによって滝沢の勝利で幕を閉じた。全てが終わった時、X仮面こと父滝沢昇一と息子昇は感動の再会を果たす。
日本の教育界を救った滝沢は、改心した伊吹一家とともに外国の裏の教育委員会勢力を倒す旅に出る。予想外に長く険しい戦いとなった2年間の後、滝沢は魂の母校・弱肉学園へと帰っていく……!

## 登場人物と高校・団体

### 主要登場人物
ここでの主要登場人物は、各高校を転校してきた生徒（１つの学校編が終わっても継続して登場した生徒）のみ。
滝沢 昇（たきざわ のぼる）
声 - 関俊彦
本作の主人公。驚異的な身体能力を持つが、細かいコントロールは苦手で猪突猛進のパワー勝負を得意とする。正義感は強いが単純で、父の正体に全く気付かなかったなど致命的に鈍いところも。性格の割に口がうまく、その場の雰囲気を味方につけて相手を丸め込んでしまう技術も持っている。首に巻いた長いハチマキ（仮面ライダーがモチーフ）がトレードマークだが、本気の戦いに際しては頭に巻く。秘密教育委員会でのコードネームは「炎の転校生」。
作者の島本は自身のラジオ番組で、「滝沢昇は仮面ライダーなど石ノ森章太郎のヒーローがモチーフとなっているが、関俊彦はこのキャラを演じていた縁で後年『仮面ライダー電王』でモモタロスの声を当てることになったみたいだ」という旨の発言をしている。
高村 友花里（たかむら ゆかり）
声 - 日髙のり子
ヒロイン。名前は平仮名で高村ゆかりと表記される場合が多い。滝沢の転校初日に偶然出会い、次第に親密な仲になっていく。けなげに滝沢を想い続ける夢見がちな少女だが、運動能力はずば抜けたものがあり、必要とあれば暴力も辞さない。華奢な体格でない胸を気にしている。得意料理はカレー（以外できない）。遅刻魔。モデルは作者が当時入れあげていたアイドルの松本伊代。
伊吹 三郎（いぶき さぶろう）
声 - 玄田哲章
全編を通じての滝沢の好敵手。身勝手で思い込みが激しい一匹狼。武器を使ったケンカ殺法を得意とする。高村ゆかりに恋愛感情を抱き、邪魔者の滝沢を執拗につけ狙った。後に対象を変え弱肉学園の坂田博子に懸想するが、婚約者がいることを知り挫折を味わう。ない胸が大好き。かつて母とともに捨てられたことを恨み、父伊吹一番を憎悪していたが、私立高校ジャッカルとの戦いのさなか父と再会、親子の絆を取り戻した。なお、「捨てられた」というのは彼の思い込みであり、実際には人ごみの中ではぐれて、そのままお互いの居場所が分からなくなり生き別れとなってしまっただけである。
藤次 章（ふじつぐ あきら）
- 初登場時のルビは「ふじつぎ」。

声：堀本等（クレジットでは、男子学生B）
2年生。生徒会長で、学園祭準備に情熱のすべてを捧げていたが、大陸学園に灯学園を破壊され夢を潰された。大陸学園と弱肉学園の決戦時には、弱肉の味方と見せかけつつ大陸の生徒会長となるべく暗躍するが、そのコウモリのような処世術が災いして怒り心頭に発した大陸学園校長に倒された。大陸学園戦後は弱肉学園生徒会長に就任し、弱肉学園祭に尽力した。
アニメでは、同じデザインのキャラクターが男子学生Bとして登場している。
竹崎（たけさき）
声：三石琴乃（クレジットでは、女子学生D）
藤次と共に弱肉学園に転校した少女。夢破れた藤次に付き添い心の支えとなり、後の弱肉学園祭では藤次の補佐として働いた。
アニメでは、同じデザインのキャラクターが女子学生Dとして登場している。
滝沢 流（たきざわ ながる）
通称「ブラック滝沢」。日焼け以外は滝沢昇にそっくりの外見と、同次元の運動能力を持つ。戸影海彦によって弱肉学園に送り込まれた刺客。かつて女性に手痛く袖にされてから悪の道に走ったが、熱戦の末滝沢に敗れ、その男気にうたれ改心する。
各キャラクターの転校遍歴
| キャラ名   | 鳥羽砂高校         | 熊ケ尾学園        | 弱肉学園        | 灯学園         | 弱肉学園        | 赦悪高校       | 弱肉学園        | ジャッカル        |                 | 弱肉学園     |
| ---------- | ------------------ | ----------------- | --------------- | -------------- | --------------- | -------------- | --------------- | ----------------- | --------------- | ------------ |
| 滝沢昇     | 鳥羽砂高校 1年11組 | 熊ケ尾学園 1年4組 | 弱肉学園 1年1組 | 灯学園 1年     | 弱肉学園 1年1組 | 赦悪高校 1年   | 弱肉学園 1年1組 | ジャッカル 1年B組 | （諸外国）      | 弱肉学園 3年 |
| 高村友花里 | 鳥羽砂高校 1年11組 |                   | 弱肉学園1年4組  | 灯学園 1年     | 弱肉学園1年4組  |                | 弱肉学園1年4組  |                   |                 |              |
| 伊吹三郎   | 鳥羽砂高校 1年8組  | 弱肉学園1年2組    |                 | 弱肉学園1年2組 | 赦悪高校1年     | 弱肉学園1年2組 |                 | （諸外国）        |                 |              |
| 藤次章     |                    |                   |                 | 灯学園         | 弱肉学園        |                | 弱肉学園        |                   |                 |              |
| 竹崎       |                    |                   |                 | 灯学園         | 弱肉学園        |                | 弱肉学園        |                   |                 |              |
| 滝沢流     |                    |                   |                 |                |                 |                |                 | ジャッカル 1年    | 弱肉学園 1年1組 |              |

### 射津幌市立鳥羽砂高等学校
鳥羽砂の読みは「トリバサ」。手違いで1クラス多く作られた1年11組を取りつぶし、かわりに茶室という名目の教員専用キャバレーを作るために校長が球技大会を企画した。1年11組を最下位にするため転校生の滝沢を送り込むもそれが裏目に出て、滝沢の活躍で大会スケジュールが致命的に遅延。校長の計画を察知した技北のとりなしで、球技大会は無効となり計画は頓挫した。
金沢（かなざわ）
週番。自らを「神の週番」と称するほど週番としての責任感にあふれ、遅刻者を校門前で食い止めるためなら地雷の敷設や暴力による制裁もいとわない。遅刻常習犯の高村ゆかりが天敵だったが、後に転校してきた滝沢昇にさらなる屈辱的敗北を喫し、以来滝沢をライバル視する。実際には滝沢よりも強いのだが対決した時には常に実力を出し切れず、滝沢の屁理屈にやりこめられている。
性良（さがら）
体育教師で、陸上部顧問。滝沢の身体能力にほれ込み、部に勧誘するが滝沢の転校のため情熱は実を結ばなかった。
茶羅（チャラ）
1年11組バレーボールチームキャプテン。高い技術を持つが、伊吹の再起不能アタックの前になすすべもなく敗北。「気絶したフリ」で滝沢の戦いをサポートし続けた。ほかのチームメイトに宮崎、前田、鈴木、杉本など。大陸学園事件でも一応弱肉学園のピンチに駆けつけたが、活躍の機会は一切無かった。
鳥羽砂高校1年11組→弱肉学園1年
絹川 孝広（きぬがわ たかひろ）
バレーボール審判担当。滝沢と伊吹の戦いに付き合わされ2日間不眠不休で審判を務める羽目になった。
幌村（ほろむら）
1年11組級長。高いリーダーシップを持っていたが、活躍しないまま球技大会終了を迎えた。

### 私立熊ケ尾学園高等学校
校内暴力を危険視した校長が、視聴覚教室を利用した洗脳マシーンを設置した。技北も洗脳マシーンの餌食になってしまうが、転校した滝沢とそれを追った伊吹の激しい喧嘩の余波でマシーンが校舎ごと大破。あわや大惨事という事態になるも、メインコンピューターを滝沢が説得し最悪の事態は免れた。

### 私立弱肉学園高等学校
勝負に勝てばあらゆる行為が認められるとする校則を持つ高校。強者が横行する不健全な校風に怒った滝沢が、この校則の撤廃を賭けて校長と対決。校長派と滝沢派に別れた5対5の対決は大陸学園の侵攻により一時棚上げになるが、最終的に技北が校長を制し滝沢派に軍配が上がった。漫画『逆境に吼えろ』やメインパーソナリティを務める『島本和彦のマンガチックにいこう！』で作者は、札幌市のアミューズメントスポット「MGM」（当時）の巨大なライオン像を指して弱肉学園だと主張したことがある。
城之内 考一（じょうのうち こういち）
声 - 速水奨
1年1組。ボクシング部に所属するリーゼントの色男。爽やかな外見だが異性に甘く、勝つためなら卑怯な手もいとわない。滝沢とは高村ゆかりを賭けて対決し、2度目の対戦で滝沢の国電パンチに敗れている。小人物で女がらみの失敗が多かったが、交際していた女生徒（久美子ちゃん）に手ひどくふられて猛省。剃髪し硬派な男として生きることを誓い、以後良識派として滝沢らのよき仲間となる。
高野 千明（たかの ちあき）
声：森川智之（クレジットでは、男子学生A）
2年生。正義不滅流空手部部長。生活委員長を務める、空手初段の正義漢。その戦闘テクニックは同輩中随一だが技術的に堅実すぎ、戦いに話題性が無いのがコンプレックス。弱肉学園週番として遅刻した滝沢と対決するが、必殺技を持たない事をなじられ自信を喪失し敗北した。しかしその時の男らしい滝沢の態度にほれ、これ以降滝沢のよき理解者として協力する事になる。
- 登場初期は設定が固まっていなかったのか「空手同好会」所属になっていた。

アニメでは、同じデザインのキャラクターが男子学生Aとして登場。
行方 純（なめかた じゅん）
声：三木真一郎（クレジットでは、男子学生C）
2年4組。ボクシング部所属。ボクシング技術も高いがそれ以上に合成写真技術を使ったイメージ操作を得意とする。滝沢にも合成写真を使い得意のボクシング試合に誘導。高村ゆかりを賭けた試合で窮地に追いつめるも、合成写真による偽装が発覚。激怒した滝沢の滝沢キックを受けて敗北した。後に校長派に属し、滝沢派の高野と戦って惨敗する。
アニメでは、同じデザインのキャラクターが男子学生Cとして登場。
校長
姓名不詳。弱肉学園を統べる戦闘技能とカリスマ性を持つ男。合気道を得意とする。校長派対滝沢派の決戦では技北（滝沢昇一）と対戦。きわめて高度な戦いを繰り広げたが、途中から大陸学園強襲のどさくさでまともな戦いにならず、頭に血を上らせた結果敗北した。敗北とその後の入院生活で思うところがあったのか、溌剌とした性格となって新生弱肉学園の起ち上げに邁進する。
坂田 博子（さかた ひろこ）
古文教師。美人かつ高い運動能力を有する。伊吹好みの華奢で胸囲のない身体を持つが、校内では「着やせ」のイメージで通している。校長派対滝沢派の決戦ではその隙を突かれ、高村ゆかりとの水中対決で勝利を目前にしながら引き分けに終わった。
角脇 剣次（かどわき ケンジ）
体育教師。剣道部顧問。坂田博子の婚約者だったが、それがもとで校長派対滝沢派の決戦では坂田に入れあげていた伊吹と対戦することに。逆恨みの力を爆発させた伊吹に敗北し重傷を負うが、坂田はあまり気にしていなかった。
三上（みかみ）
声 - 大森章督(クレジットでは、アナウンサー)
ボクシング部部長。ボクシングの試合になるとたびたび解説者として登場する。モデルは当時の担当編集者で、後に少年サンデー編集長となる三上信一。

### 灯学園高等学校
灯の読みは「ともしび」。大陸学園接近を前にして一大反攻作戦を企図していたが、創立記念日の隙を突かれ破壊された。生徒会主要メンバーは弱肉学園に転校・合流し、弔い合戦を行った。
美濃山 亜希（みのやま あき）
声：河原佳代子（クレジットでは、女子学生B）
弱肉学園でたまたま目にした試合で滝沢を気に入り、兄と共謀して偽のデートに滝沢を引きずり込んだが、滝沢の身体能力についていけず興味を失う。この一件がもとで滝沢と高村ゆかりの仲には亀裂が入り、弱肉学園を巻き込んだ一大マラソン大会に発展するのだが、全ては美濃山兄妹のあずかり知らぬ所で解決した。
アニメでは、同じデザインのキャラクターが女子学生Bとして登場している。
美濃山（みのやま）
美濃山亜希の兄。妹に対して美濃山（兄）と表記される。弱肉学園校長に大陸学園侵攻の報を伝えた。偽デート事件では滝沢の友人を騙るも高村ゆかりにあっさりと正体を見破られ、散々に殴られている。

### 秘密教育委員会
裏の教育委員会に対抗するため、文部省（当時）によって作られた秘密組織。主に問題のある学校に潜入し問題を捜査、解決するのが目的。
滝沢 昇一（たきざわ しょういち）
コードネーム「北の疾風（かぜ）」。通常、名前を逆さ読みした技北 知巳良（わざきた ちいよし）の偽名を使って行動した。主に何も知らない息子の昇を陽動に使い、その間に学校の中枢を叩くという戦法を得意とした。そのため裏方に回る事が多いが、実戦的な格闘センスも抜群でその実力は息子を遥かに上回る。大陸学園事件で重傷を負い意識不明の重体となるも、息子の危機に際して病院を抜け出し「X仮面」としてその戦いを補佐した。
鳥羽砂高校教員→熊ケ尾学園教員（?）→弱肉学園現代国語教員
多海本 安寿男（たみもと やすお）
秘密教育委員長。通称タミー。秘密教育委員の猛者達を率いる鉄の男だが、時々抜けている面も見せる。伊吹園次郎の必殺暗黒流れ星に敗れる。モデルは実在の人物であり、作者出身高校の国語科の教師。ニックネーム「タミー」も同じである。
五十嵐 光（いがらし ひかる）
コードネーム「誘惑の虹」または「虹のおねーさん」。無類の色っぽさで男性を誘惑し、相手を意のままに操る技を得意とする。仕事を放り出して旅行に出かけた北海道にて伊吹園次郎と出会い、自身の生き方を見つめ直すと共に恋に落ちる。その後園次郎とスピード結婚した。
荒島 圭一（あらしま けいいち）
コードネーム「風前の灯」。荒島は秘密教育委員としての偽名で、本名は中村 圭一（なかむら けいいち）。知らず知らずの内に相手の秘密を聞き出す「きき上手」の名手。その能力で伊吹園次郎と「霧の都プロジェクト」の正体に迫るも、必殺暗黒流れ星に敗れる。
郷路 真（ごうじ まこと）
コードネーム「十勝の石」。恰幅のよい鋼の肉体と精神力で、いかなる攻撃もものともしない。常に笑顔を絶やさない温和な性格。伊吹園次郎の必殺暗黒流れ星にもダメージを受けなかったが、技の余波で雪中奥深く生き埋めになり重度のしもやけを負って入院。病院に駆けつけた滝沢に自らの代役として娘2人を紹介する。
瓜田 智（うりた さとる）
コードネーム「水の泡」。催眠術が得意技だが、秘密教育委員会の顔見せ式では暴走状態の滝沢昇に一撃で倒された。後に伊吹園次郎の必殺暗黒流れ星に敗れる。なお、瓜田智と書いて手書きのルビで「うりたち」となっているコマがある。秘密教育委員は偽名を使うことが多いので、こちらが本名とも考えられる。

#### 炎の転校生
秘密教育委員会が送り込む学生たち。その全てが秘密教育委員会のメンバーの子どもたち。
滝沢 昇（たきざわ のぼる）
コードネーム「炎の転校生1号」。#主要人物を参照。
中村 ひろし（なかむら ひろし）
コードネーム「炎の転校生2号」。
秘密教育委員、荒島圭一の息子。重傷の父に代わり、仇敵伊吹園次郎を倒すために秘密教育委員となった。コードネーム「炎の転校生2号」。滝沢以上に虫がよく、勝つためには手段を選ばず自分以外の犠牲はいとわない性格。得意武器はブーメラン。卑怯ともとれる「暗黒流れ星やぶり」を開発したが、最後の詰めが甘く園次郎になすすべなく倒された。
剛路 陽子（ごうじ ようこ）・剛路 中性子（ごうじ ちゅうせいこ）
秘密教育委員、剛路真の双子の娘。二人とも黒縁眼鏡を着用し、常時にこやかな表情の美少女。セミロングボブの方が陽子、リボンにロングカールの方が中性子。父の入院を機に、滝沢・中村両名をサポートするため送り込まれた。コードネームはそれぞれ「炎の転校生3号」「同4号」。中性子は年下好きで滝沢に心魅かれていたが、その想いを胸に秘め滝沢を送り出す。

### 裏の教育委員会
「裏」をマルで囲む表記も。学校組織を利用した非合法な営利や、偏向教育による権力中枢への浸透を目的とする悪の組織。最終的な目標は本来、伊吹一番の行方不明の妻（頼里）と息子（三郎）を見つけ出すことであり、そのための地歩固めとして世界征服を目指していたのだが、伊吹一番自身がそのことをあまり語らないせいもあって手段が目的化し、純粋に悪行をなす構成員も多い。
裏の教育委員養成機関として「大陸学園高等学校」「私立高校ジャッカル」の2校を擁する。
伊吹 一番（いぶき いちばん）
裏の教育委員会会長。伊吹三郎の実の父。悪の総帥ではあるが、一本筋の通った男らしい性格。スポーツを愛し、肉体的パワーは作中でも最強レベル。運命のいたずらで滝沢の心の師となる。滝沢と関わる中、息子三郎と妻頼里に再会。目的を果たし裏の教育委員会長の座を辞した。健康的に日焼けした肌の色から、滝沢からは「かっ色のおじさん」と呼ばれていた。
伊吹 園次郎（いぶき そのじろう）
伊吹一番の息子で、伊吹三郎の兄に当たる。裏の教育委員会でも幹部クラスで、特に金に強い執着を持つ（元来は母と弟を探すための資金だったが、いつしか目的を見失っていた）。鞭を使った戦いを得意とし、必殺技は「暗黒流れ星」。多くの秘密教育委員を葬ってきたが、滝沢の「滝沢ほほえみ返し」に敗れ、足を洗い五十嵐光と結婚した。特徴的な長髪から、滝沢には「白獅子男」と呼ばれていた。
伊吹 四四彦（いぶき よしひこ）
伊吹一番の息子で、伊吹三郎の弟にあたる。中学3年生で、母と弟を探すために名声を強く望み「甲子園優勝投手兼高校生歌手」を目指す。
戸影 山彦（とかげ やまひこ）
裏の教育委員会会長秘書兼参謀。几帳面な性格で、裏の資料室の調和を乱す「滝沢ファイル」の存在が許せず独断で滝沢に対決を挑んだ。得意技「紙一重カウンター」で滝沢を圧倒するが、最も相性の悪い技、両方滝沢キックを食らい敗れる。そっくりな骨格の妻（陽子）がいる。
戸影 海彦（とかげ うみひこ）
裏の教育委員。戸影山彦の弟で、兄を病院送りにした滝沢に憎しみを燃やし、戦闘フォーやブラック滝沢ら刺客を送り込む。

#### 大陸学園高等学校
「歩く学園」と呼ばれる、裏の教育委員会が作り上げた人為的に機動する高校。進路にある高校を次々と破壊し、その中の一握りの優れた生徒を編入させ、英才教育を授ける悪のエリート校であった。破壊目標の1つであった弱肉学園と一大決戦となり、滝沢らの活躍で移動機能が停止。弱肉学園に乗っ取られる形で新生弱肉学園の校舎と成り果てた。
ゴンドアナ・P・テクトニクス
校長。なぜか西洋人。無敵の防御を誇る大陸学園を駆使して滝沢らを苦しめたが、肉弾戦には弱く滝沢キックの一撃で倒された。

#### 赦悪男子高等学校
赦悪の読みは「しゃあく」。四国の男子校。男子校のむさ苦しさを嫌った教員らが、隣接する怒涙婦院女子高等学校と合併するため生徒数を減らすことを画策。裏の教育委員会から派遣された城崎を使って生徒をいびり倒していたが、滝沢に城崎を破られ野望は潰えた。
城崎（しろさき）
裏の教育委員会の刺客。男子生徒に難癖をつけては、正当防衛という名目の「破壊防御」で痛めつけていた。その技術は高く滝沢キックを余裕で破るほどのものだったが、破壊防御の裏をつく両方滝沢キックの前に敗れ去った。
唯野（ただの）
怒涙婦院女子高の恋人（ユミ）との仲を城崎にとがめられ、破壊防御の餌食となった生徒。結果的に滝沢に救われた。

#### 私立高等学校ジャッカル
裏の教育委員会が擁する、裏の生徒養成のための高校。戦闘時においては生徒は体のツボを刺激し通常の3倍の戦闘能力を引き出す「コンバット学生服」を着用する。
校長
姓名不詳。世界征服の意欲を失った伊吹一番を裏切り、裏の教育委員会の全権を掌握する。一時の栄華に酔うも、ハンドレッド滝沢キックの前に敗れた。
戦闘フォー（せんとうフォー）
「私立高校ジャッカル」に籍を置く裏の教育委員会の使者。リーダーのサリー以下ミコ・ノッコ・ユキの4人組。一見鈍そうな外見と裏腹にあらゆるスポーツに長け、油断した相手を完膚無きまでに打ち負かし、多大な心理的ダメージを与える。滝沢にボウリング勝負を挑み精神的に追いつめるが、高村ゆかりの無意識のアシストの前に敗北を喫した。モデルは作者が当時入れあげていたアイドルのセイントフォー（初代メンバー）。
滝沢 流（たきざわ ながる）
通称「ブラック滝沢」。#主要人物を参照。

#### 私立なうまん高等学校
北海道の高校。札幌駅ビル（当時）の真上に存在する。霧を発生させるマシンで教室の視界をさえぎり、優秀な生徒だけを対象にした授業を実現する伊吹園次郎発案「霧の都プロジェクト」の実験台となった。しかしこの計画がもとで園次郎の必殺暗黒流れ星は破られ、計画もまた崩壊していった。

### 主要登場人物の家族
上記以外の主要登場人物の家族。
滝沢 理香子（たきざわ りかこ）
滝沢昇の母。天真爛漫な性格。買い物好き。
滝沢 羽純（たきざわ はずみ）
滝沢昇の妹。中学1年生。両手を口の辺りに添えるポーズがトレードマークで、一見大人しそうだが一度勢いづけば母親同様にかしましくなる。
伊吹 頼里（いぶき たより）
伊吹一番の妻で、伊吹三郎らの母にあたる。夫達と生き別れになるも10年の間けなげに夫を愛し続け、女手一つで三郎を育て上げた。
高村 丈児（たかむら じょうじ）
高村ゆかりの父。西欧人風のナイスミドル。

### その他
スズメ
背景等にたびたび登場するマスコット的存在。スズメと言われないと分からないほどデフォルメされているため、しばしば「すずめ」と書かれたプラカードを首にかけて登場する。類似のキャラクターに「かもめ」「はにわ」「CROW」（カラス）などがある。
山形（やまがた）
ホスピタル医院の看護婦。入院した城之内や滝沢昇一を担当した。城之内の分類では「美人とそーでない看護婦さん」の後者。医学的根拠の薄弱な処置をする。
若月 里志（わかつき さとし）
中学時代、滝沢と女生徒（朱美ちゃん）をめぐって恋の火花を散らした。滝沢と見た目がどことなく似ていたため、滝沢は区別のため首ハチマキを巻くこととなった。
ザッシュ1号（ザッシュいちごう）
雑種の野良犬。ブラック滝沢と戸影海彦の「思いがけない一面作戦」でどん底まで落ちた滝沢を励まし、1度は捨てられたハチマキを届けた。ザッシュ1号の名はその際に滝沢に名付けられたもの。滝沢の行くところに深い理由なく出没する。
『逆境ナイン』では、桑原真実子の愛犬として登場。

## 必殺技（登場順）
必殺・滝沢キック
格闘技術。滝沢昇・ブラック滝沢が使用。
ジャンプした空中で膝を抱え込むように前転し、なおかつ着地しないまま後ろ方向に反転、このまま着地せずさらに跳び蹴りを浴びせるという技。滝沢が幼少時、テレビのヒーロー物を見て憶えた。物理法則を無視しているが、滝沢は漫画の登場人物なので問題はないとされる。一般に回転シークエンスが省略され、単なる跳び蹴りとして描かれることが多い。2連発で「連続滝沢キック」、3連発目で「ファイナル滝沢キック」となる。
両方滝沢キック、ダブル滝沢キック、ハンドレッド滝沢キック等の派生技が存在する。（後述）
神技（しんぎ）・一人卓球
卓球技術。伊吹三郎が使用。
向かい風に逆らうように球を打つことで、風の力で球を戻して1人でラリーをするというテクニック。主に他人に見せて伎倆を自慢するための技であり、実戦の役には立たない。
必殺・回転サービス
バレーボール技術。伊吹三郎が使用。
サービスの際、体を激しく回転させた後にジャンプしてボールを打つ技。高度なテクニックとされるが、具体的にどう凄いのかは不明。
再起不能アタック
バレーボール技術。伊吹三郎が使用。
相手チームの1人の顔面に故意にボールを当て再起不能にする技。再起不能スパイク、殺人スパイクとも。また、再起不能アタックが当たった反動を利用してボールを自陣に戻し、繰り返し何度も集中攻撃するフォーメーションをローテーションα（アルファ）と呼ぶ。ライン際にいる選手に避けられると確実にアウトになってしまうという致命的な弱点を持つ。
靴マシンガン
戦闘技術。滝沢昇が使用。
主に学校内のゲタ箱を利用し、中の靴を手当たり次第に相手に投げつける技。牽制目的が主で、さほど相手にダメージは無い。
技北スパーク
格闘技術。滝沢昇一が使用。
相手を羽交い締めにした状態で、相手の肩口に口を密着させて静かに息を吐き出す技。服の布地を通して伝わる異様な感触と生暖かさに、相手は多大な精神的ダメージを負う。
滝沢国電パンチ
ボクシング技術。滝沢昇・高村友花里・ブラック滝沢が使用。
飛びつきながらパンチを打ちつつ相手の背後にまわり、そのまま三角飛びのようにコーナーポストなどを蹴って跳ね返り2発目のパンチを入れる大技。初撃である「上り」で相手の体勢を崩し、壁を蹴る反動によって強化加速された次撃「下り」がカウンターパンチとなって無防備状態の標的を撃ち抜く。国電（当時）の上り線・下り線の姿にヒントを得て滝沢が独自に編み出した技で、滝沢の代表的必殺技である。
複数の敵を相手に上り・下りを連続する国電パンチ中央線、さらに連発して円環状に技を放ち続ける国電パンチ山手線等のバリエーションがある。
殺虫パンチ（城之内考一必殺ゴールデンヴィクトリーフィニッシュ）
ボクシング技術。城之内考一(アニメでは伊吹三郎)が使用。
相手の顔面にヒットしたパンチを振り抜かずに、そのまま相手の顔を持っていく形でコーナーポストや壁に叩きつける荒技。城之内が食事中に、壁を這っているゴキブリを正拳で叩き潰したのが誕生のきっかけ。気持ち悪さにおびえる周囲の反応を曲解して成立した技だが、怪我の功名か実際に破壊力は高い。名前が短いためモーションも速いという効果も持つ。発展型にジャンプと組み合わせたフライング殺虫パンチがあるが、「練習すると自分の拳を痛める」という欠点も持つ。
技北ゼットビーム
格闘技術。滝沢昇一が使用。
服の中に仕込んだ鏡で太陽光線を反射し、相手の目をくらます技。卑怯者呼ばわりされる危険があり、衆人環視下での多用はできない。
技北電撃ショック
格闘技術。滝沢昇一が使用。
相手の腕を両手で掴み、雑巾のように絞り上げる技。俗に子供や男子学生の遊びで行われる「ぞうきん」「ぞうきんしぼり」と同一の技であるが、強烈な摩擦によって標的の皮膚が発煙するほどの凄まじい威力がある。
滝沢ゲタ箱くずし
戦闘技術。滝沢昇が使用。
標的の周囲のゲタ箱を倒して押し潰す技。肉体的ダメージに加え、使い込まれた靴の臭気によって精神を錯乱させる効果もある。
滝沢ジャンプ
格闘技術。滝沢昇が使用。
詳細不明。滝沢キックの予備動作として使われた。
ベリーロールアタック
格闘技術。滝沢昇が使用。
走高跳のベリーロールの要領で相手を蹴るキック技。スターティングクラッシュと共に、大陸学園陸上部との戦いで使用された。
スターティングクラッシュ
格闘技術。滝沢昇が使用。
相手の両腕をつかみ、足を相手の顔に乗せた状態から、一気に足を踏み込んでダメージを与える技。その動きは短距離走競技のクラウチングスタートに似る。
必殺サンドイッチクロス
格闘技術。滝沢昇一が使用。
開放状態のドアの間に標的を誘導し、すかさず体当たりもしくは跳び蹴りでドアを閉じて相手を挟み込む技。その威力は凄まじく、まともに食らった伊吹園次郎は肋骨を数本骨折する重傷を負った。打撃技でありながら相手が吹き飛ばずにその場に滞留する形になるのも特徴で、連続技が非常にかけやすい。2連発で必殺サンドイッチクロスII（ツー）、3連発で同スリーとなる。
必殺暗黒流れ星
格闘技術。伊吹園次郎が使用。
高所から相手に組み付き、自分もろとも落下する捨て身の技。伊吹園次郎と滝沢昇一との交戦中、大陸学園の大回転に巻き込まれた2人が共に窓から放り出され、たまたま打ち所の悪かった昇一のみが倒れる結果となった一件がこの技の元。この偶然の勝利を実力によるものと偽装するために出任せで名乗った有名無実の技「必殺暗黒流れ星」を実体化するために編み出された。
破壊防御
格闘技術。城崎が使用。
城崎が使う独特の格闘技術体系の総称。相手を口頭で挑発する事から始まり、相手の攻撃動作を確認した上で、その攻撃のポイント（キックであれば利き足）に直接攻撃を加える。あるいは相手が石つぶてなど飛び道具を使った際は跳ね返して相手に当てる。どちらの場合でも身に付けた鋼鉄のリストバンドが攻防両面の武器となる。正当防衛の名目の元に相手にダメージを与えるための技。
必殺・両方滝沢キック
格闘技術。滝沢昇が使用。
滝沢キックの発展形。片足ではなく、左右両足でわずかな時間差とともに蹴り抜く技。城崎の破壊防御を破るために開発された。滝沢本人は滝沢キックの10倍の威力があると断言する。
紙一重カウンター
格闘技術。戸影山彦が使用。
戸影山彦が使う独特の格闘技術体系の総称。相手の攻撃を紙一重でかわしつつ、カウンター攻撃をヒットさせる。
必殺・滝沢全力上半身
ボウリング技術。滝沢昇が使用。
足に合わない靴を履く羽目になった滝沢が急慮編み出した技。投球動作中に転んだり足がもつれることを前提と考え、パワーとテクニックを上半身に集中させることで下半身のトラブルを無効化する。完調時の動きには遠く及ばないことと、転んだ身を守ることより投球を優先するため体に負担が掛かることが欠点。
滝沢ジェットウォッシャー
戦闘技術。滝沢昇が使用。
水道の蛇口を手の平で閉塞し、標的に向けたわずかな隙間から高圧の水流を放射する技。冷気に弱い相手や本革製の服を着ている相手に効果がある。作中では最初に滝沢昇一（技北）に対して使われているが、その時点では無名の技であった。
滝沢膨張スペシャル
戦闘技術。滝沢昇が使用。
攻撃媒体として熱湯を使用する、滝沢ジェットウォッシャーの発展形。単体でも相応の威力があるが、ジェットウォッシャーで標的を冷却した後に使用すると効果が倍増する。その温度のギャップに相手は激しい打撃を受けるが、手に耐熱措置を施さないと使用者がより大きなダメージを負う極めて危険な技。技の名は氷が溶ける際の膨張現象に由来する。あまりの危険性ゆえに滝沢自らが禁じ手とした。
滝沢もみじ吹雪
格闘技術。滝沢昇が使用。
相手の裸の背中に張り手を連打する技。張り手の跡が肌にもみじのように残る事からこの名が付いた。相手が服を着ていたり、張り手をしすぎるともみじの形が崩れて「もみじ吹雪」ではなくなってしまうのが難点。
イナズマフェイント
サッカー技術。ブラック滝沢が使用。
ドリブル中、相手のいない所でもフェイントをかける技。フェイント技術の誇示に使われる。左右にジグザグに揺れる動きの軌跡からこの名が付いた。
滝沢三日月パワーシュート
サッカー技術。滝沢昇が使用。
バイシクルシュートの要領で自分側に向けてボールを蹴り込み、なおかつそのボールを顔面で受けて正面に弾き返す技。相手にとっては虚を突かれるカウンターの形となり、ボールの軌道を見失ってしまう。顔にぶつかるボールの形が三日月型に変形することからこの名が付けられた。
滝沢密着落とし
騎馬戦技術。滝沢昇が使用。
馬上で標的（同性）に正対して密着することで、生理的嫌悪から身をかわさせ馬から落とす技。強靱な精神力をもつ相手だと使用者も相応の精神的ダメージを負うことがある。また、相思相愛の異性や同性愛者に対しては効果は期待できない。
中村ブーメラン
戦闘技術。中村ひろしが使用。
ブーメランを投げて相手に叩きつける技。
原子核アタック
格闘技術。剛路陽子・剛路中性子が使用。
陽子と中性子の姉妹による合体技。2人並んで頭部を両腕でガードした状態で、ジャンプして相手に直線的に突撃して体当たりする技。
必殺滝沢ほほえみ返し
戦闘技術。滝沢昇が使用。
心晴ればれとしたさわやかな笑顔で相手の戦意を奪う技。全ての思いを遂げた瞬間のみ使える愛の必殺技である。
毎日三百（まいにちさんびゃく）
格闘技術。高野千明が使用。
純粋な回し蹴りだが、毎日300回の練習が激しい破壊力を生む。滝沢の「今日から四百」の前に言いくるめられて敗れた。
今日から四百
格闘技術。滝沢昇が使用。
高野の毎日三百を破るために編み出された。実質的には単なる滝沢キックだが、「今日から」毎日400回の練習をすると断言しており、毎日三百より格上だとされる。単なるはったりであるが高野のような生真面目な相手には絶大な効果がある。
ダブル滝沢キック
格闘技術。滝沢昇・ブラック滝沢が使用。
滝沢とブラック滝沢が同時に滝沢キックを放つ合体技。
元ネタはダブルライダーキック。
ハンドレッド滝沢キック
格闘技術。滝沢昇が使用。
両方滝沢キックの最終進化形。アップグレードを重ね滝沢100（ハンドレッド）となった滝沢が使う、無敵の必殺技。ジャンプしたのち、高速回転等の動作によって攻撃の軌道やタイミングの予測を困難にすると同時に、遠心力によって増力した両足蹴りで標的を粉砕する。

## 読み切り作品

### 必殺の転校生
作者デビュー作短編。週刊少年サンデー増刊号1982年2月号掲載。
「弱肉学園に転校した滝沢昇がヒロインを賭けボクシング勝負をする」など、本作の原型になった作品。
後に、『炎の転校生』漫画文庫化の際に、各巻の巻末に収録され、『吼えろペン』の炎尾燃と島本和彦による解説も掲載された。

### 華麗なる挑戦者
週刊少年サンデー増刊号1982年5月号掲載。『必殺の転校生』に続く「転校生シリーズ」第2弾として発表された作品。
「ある人物（本作では姉妹高校の校長/『炎の転校生』では秘密教育委員会の父親）により、転校先の高校を正す目的で主人公が転校する」など、本作の原型になったもう一つの作品。
後に、少年サンデー1000に再収録された。2022年現在、単行本未収録。
ストーリー
校長に頼まれ、番長グループが支配する姉妹高校の岩条学園に転校する河口守。空手の有段者で剣道部と野球部と演劇部と陸上部を兼任し、生徒会長をつとめるという一見完璧な彼にはある弱点があった。
登場人物
河口守
空手の初段を持ち、元の学校では生徒会長を任され、剣道部では主将、野球部ではエースで4番、演劇部では主役、陸上部の花形をつとめ校内マラソンでは一位だったが、「こわくて人が殴れない」という弱点を持つ。
大内マスミ
通称、ワンダー・マスミ。もう一人の転校生。
明石家
番長グループからの刺客。
番長
番長グループの頂点に立つ男。河口の弱点を知るが。

### 炎の転校生・怪獣戦闘!
週刊少年サンデー増刊号1986年6月号掲載。連載終了から約半年後に描かれた番外編。
「劇場版」と題し、特撮ヒーロー番組では定番の劇場版特別編のパロディとして描かれている。原作の世界観とは異なる宇宙人や怪獣が登場する、パロディ色の強い短編。
「ドリル滝沢キック」や「滝沢満月残し」など新たな必殺技も登場する。『ザ・島本』に収録。

### 炎の転校生・同窓会を叩け!
週刊少年サンデー1999年39号と40号に掲載。前後編の番外編。週刊少年サンデー40周年記念の「20世紀最大の読み切りシリーズ」の1作。
成長し社会人になった滝沢の秘密教育委員としての戦いを描く。文庫版『炎の転校生』第7巻収録。

## OVA版
『炎の転校生』、ポニーキャニオン販売、1991年5月21日発売。ガイナックス制作。「鷹は舞い降りた!!」と「うなれ!!必殺国電パンチ」の全2巻。
発売当時の販売形態がビデオではなくレーザーディスクのみのリリースであったため、厳密にはOVA (Original Video Animation) ではなく 'OLA' (Original Laser Animation) と呼称された。これはオリジナルアニメ作品としては史上初の試みであったが、セールスには結び付かず、後にビデオ版がリリースされている。
ストーリーは弱肉学園でのボクシング対決（城之内戦）を中心に大幅に再構成されており、原作での城之内の役割を伊吹が、金沢の役割を城之内がそれぞれ果たしている。
原作のテイストを尊重した、'60〜'70年代のアニメ作品を思わせる野太い描線や演出が特徴。特に筆書きのような太いタッチの主線は当時主流の繊細な細いタッチに逆行するもので、作画監督の西島克彦がほぼ全ての原画に手を入れて線を太くしたという逸話が原作者によって語られている。
主題歌『炎の転校生』は原作者島本和彦の初の作詞・作曲作品。島本が著作やラジオ番組で繰り返し語るところによれば、本来島本は作詞のみ担当の予定だったが、曲調の決定が難航したため急遽島本が作曲も担当する事になったという。島本は楽器が使えず楽譜も書けないため、自身の肉声による歌をカセットテープに録音し編曲担当の田中公平に渡すという手法がとられた。これらの事情は、島本の別の作品『燃えよペン』にて、多少脚色された形で描かれている。
主題歌『炎の転校生』は島本による歌も正式にレコーディングされており、サウンドトラック「炎の転校生 CD SPECIAL DX」に収録されている。
BSマンガ夜話の「燃えよペン」の回で、元ガイナックス社長の岡田斗司夫が、作中登場する（アニメ版「嵐の転校生」の企画をする）アフロヘアの女性のモデルは自分であると証言した。岡田は当時、作中語られる通りの提案を出したと言う。
2014年3月19日にBlu-ray Disc版（全1巻）が発売。滝沢役の関俊彦がナレーションを務めたTVCMも製作された。

### スタッフ
- 監督・作画監督 - 西島克彦
- 脚本 - 岡田斗司夫
- キャラクターデザイン - もりやまゆうじ
- 絵コンテ・演出 - 渡辺すみお
- 美術 - 長尾仁、長江剛
- 色彩設定 - 飯塚智久
- 撮影監督 - 佐野禎史
- 音楽 - 田中公平
- 音響監督 - 岩浪美和
- プロデューサー - 村松章司 (ガイナックス)、飯塚智久 (スタジオファンタジア)
- 制作 - ガイナックス
- 制作協力 - スタジオファンタジア
- 製作 - ポニーキャニオン

### 主題歌
オープニングテーマ「炎の転校生」
作詞・作曲 - 島本和彦 / 編曲 - 田中公平 / 歌 - 関俊彦
エンディングテーマ「夢みるキ・モ・チ 〜Dreaming Heart〜」
作詞 - NONKO / 作曲・編曲 - 田中公平 / 歌 - 日高のり子

### キャスト
- ナレーション：中江真司

## その他
- 作中に紹介された「喫茶ガラクタ」は、作者が高校生時代によく通っており、『機動戦士ガンダム』のアフレコをして遊んでいた過去がある。現在でもガラクタには島本が参加した来客用の雑記ノートが残っており、『マンガ日本経済入門』の執筆依頼のエピソードなどの直筆漫画が読める。

## ドラマ
2017年11月10日にNetflixでドラマ『炎の転校生 REBORN』として、全8エピソードが配信。滝沢昇が校長を務める種火学園に7人の『駆』（かける）の名が付いた生徒が集められ、数人のメンバーでトラブルを抱えた学園に潜入し問題を解決するストーリーとなっている。
それぞれのキャラクターにイメージカラーを持ち、「国電パンチ」の色が違うほか、各回オープニングの「A NETFLIX ORIGINAL SERIES」の色が、いわゆる「当番回」で活躍するキャラクターのイメージカラーとなっている（最終話はメタリックレッド）。

### 登場人物
シゲオカ 駆
演 - 重岡大毅（ジャニーズWEST）
7人の中では特に秀でた能力がない普通の高校生。種火学園の登校初日に出会った日花里に一目ぼれする。イメージカラーはレッド。
キリヤマ 駆
演 - 桐山照史（ジャニーズWEST）
名古屋出身で名古屋弁をしゃべる高校生。おじいちゃん子で時代劇を一緒に見ていた影響で時代劇かぶれになり、ミニチュアの刀を常に携帯する。イメージカラーはオレンジ。
ナカマ 駆
演 - 中間淳太（ジャニーズWEST）
IQ180の天才高校生。超ド近眼のため、特注の眼鏡を愛用している。このメガネはディスプレイとして使用することもできる。イメージカラーはイエロー。
カミヤマ 駆
演 - 神山智洋（ジャニーズWEST）
甘えん坊の泣き虫・末っ子タイプ。泣くと驚くべき身体能力を発揮する。熟女好き。イメージカラーはグリーン。
フジイ 駆
演 - 藤井流星（ジャニーズWEST）
美しいものへのこだわりが強い美男子。ナルシストのケもある。「シャイニングウインク」という必殺技を持つ。イメージカラーはブルー。
ハマダ 駆
演 - 濵田崇裕（ジャニーズWEST）
「北の狂犬」と恐れられるボクサーで曲がったことは大嫌い。ルールを逸脱した行為を好まない。体重維持のため食事には気を使っている。イメージカラーはパープル。
コタキ 駆
演 -  小瀧望（ジャニーズWEST）
北関東4県を一人で制圧した伝説のヤンキー「一角獣のコタキ」。過去の出来事から女性に手を出さないことをモットーとする。弱点はリーゼントが崩れること。イメージカラーはピンク。
日花里（ひかり）
演 - 川島海荷
種火学園の生徒で、7人の駆の監視役。ドSヒロイン。
滝沢 昇
声 - 鹿賀丈史
原作漫画の主人公。劇中では原作漫画を模した実物大フィギュアとして校長室に置かれている。
種火学園の校長で7人の駆にさまざまなミッション（潜入任務）を与える。
天の声（ナレーション）
声 - 若本規夫

### スタッフ
- 原作 - 島本和彦 『炎の転校生』（小学館「ゲッサン少年サンデーコミックス」刊）
- 脚本 - 川邊優子 、池亀三太、遠山絵梨香
- 監督 - 李闘士男
- 音楽 - 佐橋俊彦
- プロデューサー - 長松谷太郎、中沢晋
- エグゼクティブプロデューサー - 藤島ジュリーK
- 共同エグゼクティブプロデューサー - 坂本和隆
- 制作プロダクション - オフィスクレッシェンド[3]
- 製作 - NETFLIX
- 製作・著作 - ジェイ・ストーム

### 配信日程
| 配信日         | 話数(MISSION) | タイトル             | 脚本       | 監督     |
| -------------- | ------------- | -------------------- | ---------- | -------- |
| 2017年11月10日 | 1             | 駆、現る!!           | 川邊優子   | 李闘士男 |
| 2017年11月10日 | 2             | 完全なるZ!!          | 川邊優子   | 李闘士男 |
| 2017年11月10日 | 3             | Vの涙!!              | 池亀三太   | 李闘士男 |
| 2017年11月10日 | 4             | 乙女な転校生!!       | 川邊優子   | 李闘士男 |
| 2017年11月10日 | 5             | 炎のタイムスリップ!! | 遠山絵梨香 | 李闘士男 |
| 2017年11月10日 | 6             | 禁断のおもてなし!!   | 川邊優子   | 李闘士男 |
| 2017年11月10日 | 7             | 炎の大運動会!!       | 川邊優子   | 李闘士男 |
| 2017年11月10日 | 8             | 最強の炎の転校生!!   | 川邊優子   | 李闘士男 |

### オープニングテーマ
「考えるな、燃えろ!!」
歌：ジャニーズWEST
第1話ではエンディングで使用、第8話ではオープニングで早送り処理された短縮版を使用、エンディングでロングバージョンが流された。

## 関連作品
- 燃えよペン - 同作者の長編。第9話・第10話において「主人公が描いた漫画『嵐の転校生』のアニメ版制作が決定した」という形を借りて、炎の転校生OLA版制作の顛末を戯画化して描いている。
- 逆境ナイン - 同作者の長編。炎の転校生OLA版発売時期の連載だったためか、作中にキャラクターがOLA版を購入した場面が登場する。またゲスト的に1コマだけ滝沢、ゆかり、伊吹の3名が登場している。また、ザッシュ1号が主要人物・桑原真実子の愛犬として登場している。
- 炎の転校生・アニメコミックス - OLA版の映像を漫画の形に再構成したアニメコミックス。扶桑社刊。ブルーレイボックスのコミックスペシャルにインタビューなどとともに収録。
- タッチ - あだち充の漫画。「あいつといっしょにの巻」に地区予選決勝（明星vs須見工）の雨天順延を知らせる役として、当時アシスタントの使い方を勉強するために、あだち充の元に研修に来ていた島本和彦の手によって滝沢昇が3ページに渡りゲスト出演する。アニメには出てこない。島本和彦自身のラジオ番組でエピソード紹介。